# Warm Burn
Der Warm Burn ist ein etwa 600 m langer Wasserlauf in Cumbria in England. Er entsteht an der nördlich des Round Hill in den Pennines und fließt in nördlicher Richtung bis zu seiner Mündung rechtsseitig in den Cross Gill.